# Vesima
Vesima (A Vexima /a ˈveːʒima/ in ligure) è una frazione del comune di Genova, compresa nel territorio della ex circoscrizione di Voltri. Nell'attuale ripartizione amministrativa del comune fa parte dell'"unità urbanistica" Crevari del Municipio VII Ponente.
Essendo posta ad ovest del torrente Leira, punto più settentrionale del golfo di Genova è, insieme al vicino borgo di Crevari, l'unica frazione del comune di Genova ad appartenere geograficamente alla Riviera di Ponente.
La sua spiaggia è frequentata nel periodo estivo, soprattutto dai genovesi, molti dei quali si servono di una piccola stazione ferroviaria, attiva solo nella stagione balneare.

## Descrizione del quartiere

### Territorio

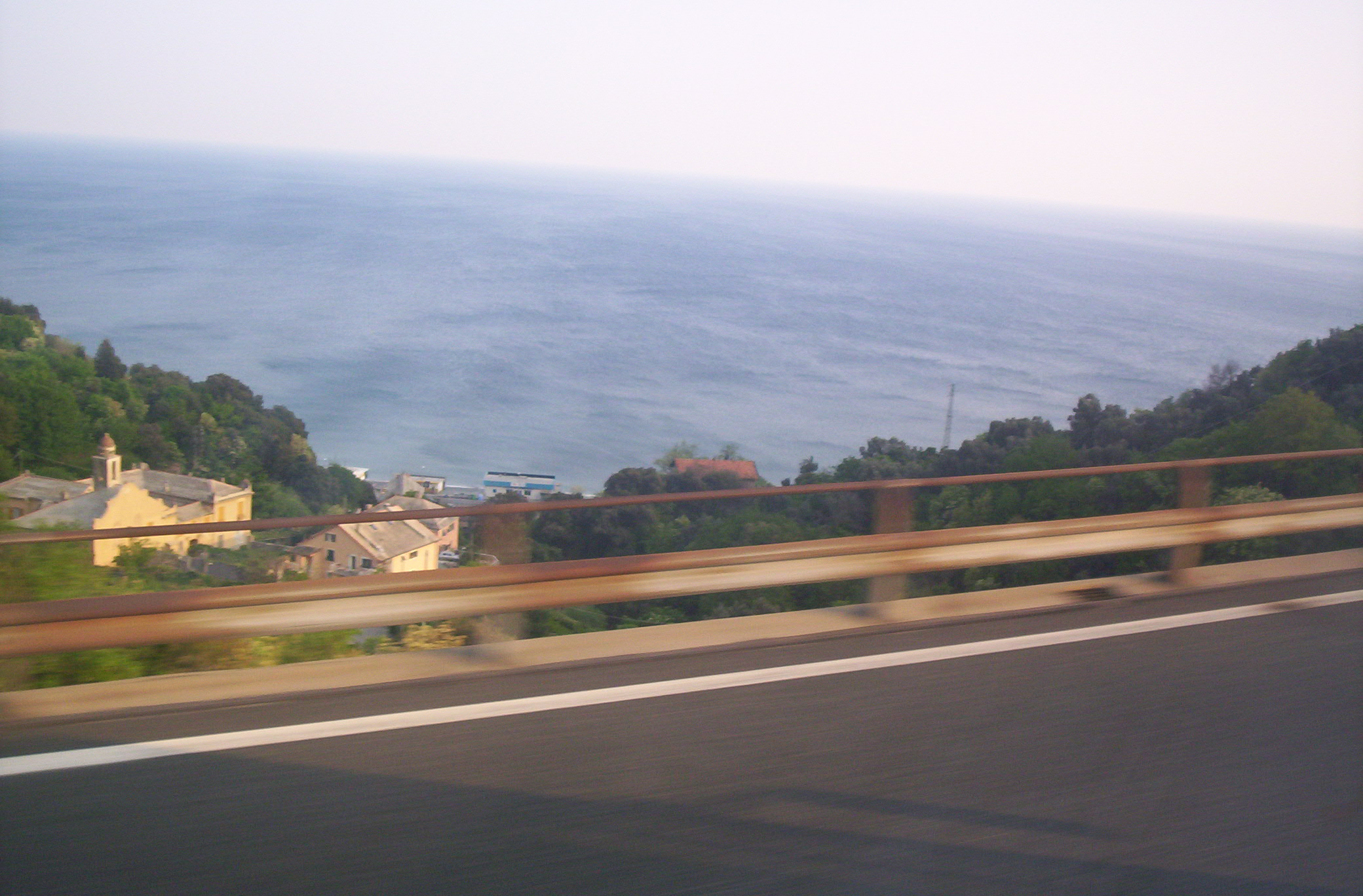
Il nucleo storico di Vesima si intravede dall'Autostrada A10

La località, ultima frazione del ponente genovese lungo la via Aurelia, si trova a circa 3 km da Voltri ed è posta al confine con il comune di Arenzano; è formata da un nucleo storico di origine medioevale sulla collina nella valletta del rio Vesima e da poche case e stabilimenti balneari lungo la via Aurelia, stretta tra la spiaggia e il ripido versante dell'Appennino ligure, attraversato in quota dall'Autostrada A10 con una serie di viadotti che scavalcano le brevi vallette dei rivi alle spalle del paese, il rio Vesima e il rio Lupara. Entrambi brevi e ripidi, questi torrenti hanno caratteristiche più di ambiente montano che costiero. La pendenza dei versanti rende questa zona soggetta ad eventi franosi.
Il rio Lupara, al confine con il comune di Arenzano, è attraversato da un viadotto autostradale lungo 224 m e alto 70 m e scorre tra ripide gole rocciose formando spettacolari cascatelle.
Nella valle del rio Lupara si intravedono i resti di un'antica cava di serpentiniti.
La spiaggia, delimitata da due piccoli promontori, lunga circa 500 m e larga pochi metri, risente fortemente dell'azione di erosione del mare. Il ripido versante immediatamente a monte della via Aurelia e della ferrovia Genova-Ventimiglia è costituito da terrazze sostenute da muri a secco, testimonianze di un'antica attività agricola oggi in gran parte abbandonata, benché esistano ancora alcune piccole aziende.

## Storia

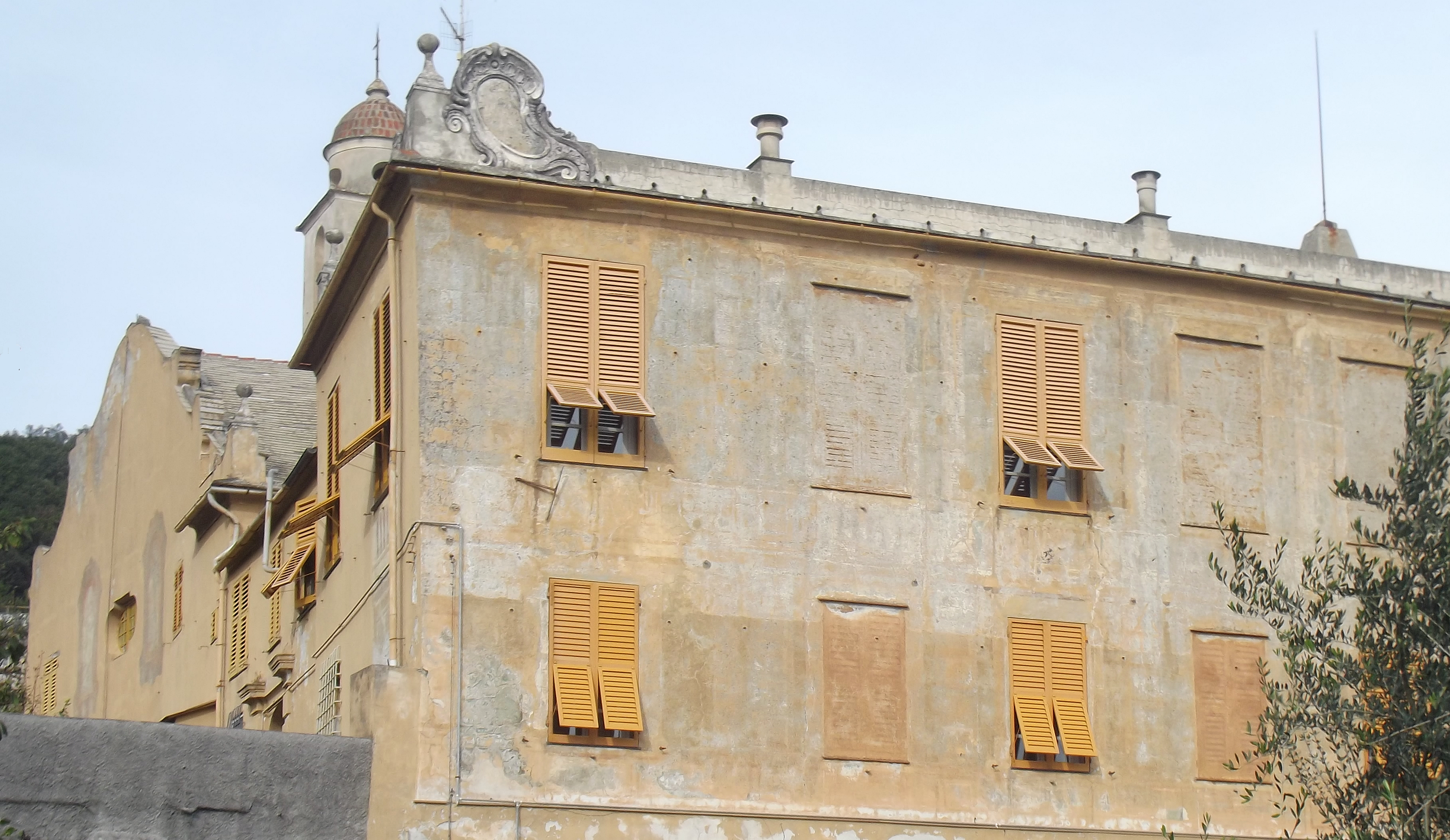
L'ex-convento delle monache cistercensi

Il nucleo più antico, posto nella valletta del rio Vesima, è di origine medioevale (Vezema o Mezema). Il complesso religioso attorno al quale erano sorte alcune case coloniche è documentato dal 1160. Fondato dalla famiglia Vento, che vi mantenne legami per tutto il XIII secolo, facendone il suo luogo di sepoltura, era inizialmente abitato dai crocigeri, ai quali nel 1216 subentrarono le monache cistercensi, che vi rimasero per circa tre secoli.
Una lapide, collocata nel coro della chiesa di San Pietro, che era parte integrante del complesso, attesta che nel 1260 Alda Vento fece restaurare il monastero.
I crocigeri fornivano ristoro e assistenza ai viandanti in un ospitale che sorgeva lungo la strada che proseguiva per Arenzano, nella valletta del rio Lupara. Le ultime notizie di questo ospitale risalgono alla fine del XIV secolo. Il "Piano territoriale di coordinamento paesistico" della regione Liguria ne individua i resti in alcuni ruderi presenti presso un viadotto autostradale nella valle del rio Lupara, mentre per altre fonti si tratterrebbe di una costruzione ottocentesca sorta sul sedime dell'antico edificio.
Quando nel 1533 le monache si trasferirono a Genova, nel convento di Santa Maria in Passione, il complesso fu venduto alla famiglia Lomellini Sorba che lo trasformò in villa patrizia. Passato più volte di mano nel 1904 divenne di proprietà della marchesa Teresa Pallavicini, vedova Negrotto Cambiaso. Attualmente il convento, ristrutturato, è suddiviso in appartamenti privati, mentre la chiesa, che dipende dalla parrocchia di Sant'Eugenio in Crevari, è officiata nei giorni festivi.
Intorno alla metà del XVII secolo nella zona furono sfruttate alcune cave di pietra, principalmente per l'ampliamento del porto di Genova e per la costruzione di diverse chiese. Il borgo era nell'antichità un punto di osservazione sul mare per fronteggiare le scorrerie dei saraceni; fin dal XVIII secolo all’estremità di ponente del borgo esisteva infatti una torre d'avvistamento, abbattuta per motivi bellici nel 1915, mentre il rio Lupara era utilizzato come fonte di energia per azionare mulini e frantoi.
L'abitato, nella sua parte più antica, non ha subito mutamenti significativi. Intorno alla metà del XIX secolo vi venne impiantato un cotonificio, poi trasformato, con scarsa fortuna, in una fabbrica di garze, i cui resti sono ancora visibili sotto al viadotto autostradale, poco oltre la chiesa di San Pietro.

### Il laboratorio di Renzo Piano
A partire dai primi anni novanta l'architetto Renzo Piano ha insediato lungo la via Aurelia, poco prima di Vesima (provenendo da Voltri) la sede genovese del "Renzo Piano Building Workshop". I laboratori di progettazione del celebre architetto sorgono su un terreno terrazzato affacciato sul mare a punta Nave.
Dalla strada si accede al laboratorio mediante una piccola funicolare con la cabina di vetro.
Oltre ai laboratori, il complesso comprende dal 2008 anche "Villa Azzurra", un ex albergo che ospita la "Workshop Foundation", con l'archivio di tutti i suoi progetti e dove si tengono lezioni e seminari rivolti a studenti e neolaureati in architettura.

## Monumenti e luoghi di interesse

### Chiesa di San Pietro in Vesima
Fu costruita come parte del complesso monastico fondato dalla famiglia Vento nel XII secolo. Sono documentati restauri nel 1260 e nel 1582. Pur se non documentati, si ritiene che nuovi restauri siano stati eseguiti nel XVII secolo dalla famiglia De Mari, che ne aveva fatto la cappella privata della sua villa. A quell'epoca risale infatti la costruzione del campanile e la trasformazione della facciata in stile barocco. Dai documenti è attestata l'esistenza di un chiostro, oggi scomparso.
Nella facciata si trovano due affreschi con i santi Pietro e Paolo, una polifora sopra l'ingresso e altre due finestre ai lati. L'interno è a croce greca. Nell'abside si trova un affresco raffigurante San Pietro, opera del 1937 di Antonio Benvenuto, che ha sostituito un polittico quattrocentesco di Nicolò da Voltri, raffigurante S. Pietro in trono circondato dai Santi Paolo e Andrea, che i Negrotto Cambiaso già proprietari del complesso avevano trasferito nel castello di Gabiano, dov'è tuttora conservato. Nella chiesa si trovano anche lapidi sepolcrali ed epigrafi medioevali che attestano lasciti al monastero da parte di famiglie patrizie.

### La Madonna dell'Aguggia
Sopra uno scoglio all'estremità occidentale di Vesima, documentata fin dalla metà dell'Ottocento, ma probabilmente presente fin dal secolo precedente, si trovava la piccola statua della Madonna dell'Aguggia, molto venerata dai pescatori di Vesima e Arenzano. La statua prendeva il nome dal termine ligure "aguggia" (ago o guglia), in riferimento alla forma dello scoglio (detto "Schêuggiu dell'aguggia") su cui era stata innalzata. Fu più volte distrutta dalla violenza dei marosi e più volte ricostruita, finché una violenta mareggiata il 24 novembre 1969 distrusse insieme alla statua anche lo scoglio su cui sorgeva. Solo nel 2006 una nuova statua è stata collocata su uno scoglio limitrofo a quello originario, ormai irrimediabilmente distrutto. Ancora distrutta dalla furia del mare nel novembre 2013, una nuova statua è stata ricollocata a marzo 2014.

## Infrastrutture e trasporti

### Strade
La località è attraversata dalla Strada statale 1 Via Aurelia; il tratto di statale tra Voltri e Vesima corre lungo il mare fino al confine con il comune di Arenzano e nella toponomastica del comune di Genova assume la denominazione di "via Pietro Paolo Rubens".
La strada antica che collegava Voltri a Vesima corre invece a mezza costa: da Voltri sale verso Crevari con il nome di "via antica Romana di Voltri" e poi distaccandosi da questa prende il nome di "via Luigi Gainotti"; in parte carrozzabile asfaltata, in parte sentiero o mulattiera, giunge presso la chiesa di San Pietro per poi proseguire verso Arenzano.

### Autostrade
L'Autostrada A10, Genova – Ventimiglia attraversa l'intero territorio di Vesima a mezza costa, parallelamente alla strada medioevale, superando le vallette con diversi viadotti. I caselli autostradali più vicini sono quelli di Genova-Pra' a levante e Arenzano a ponente.

### Ferrovie

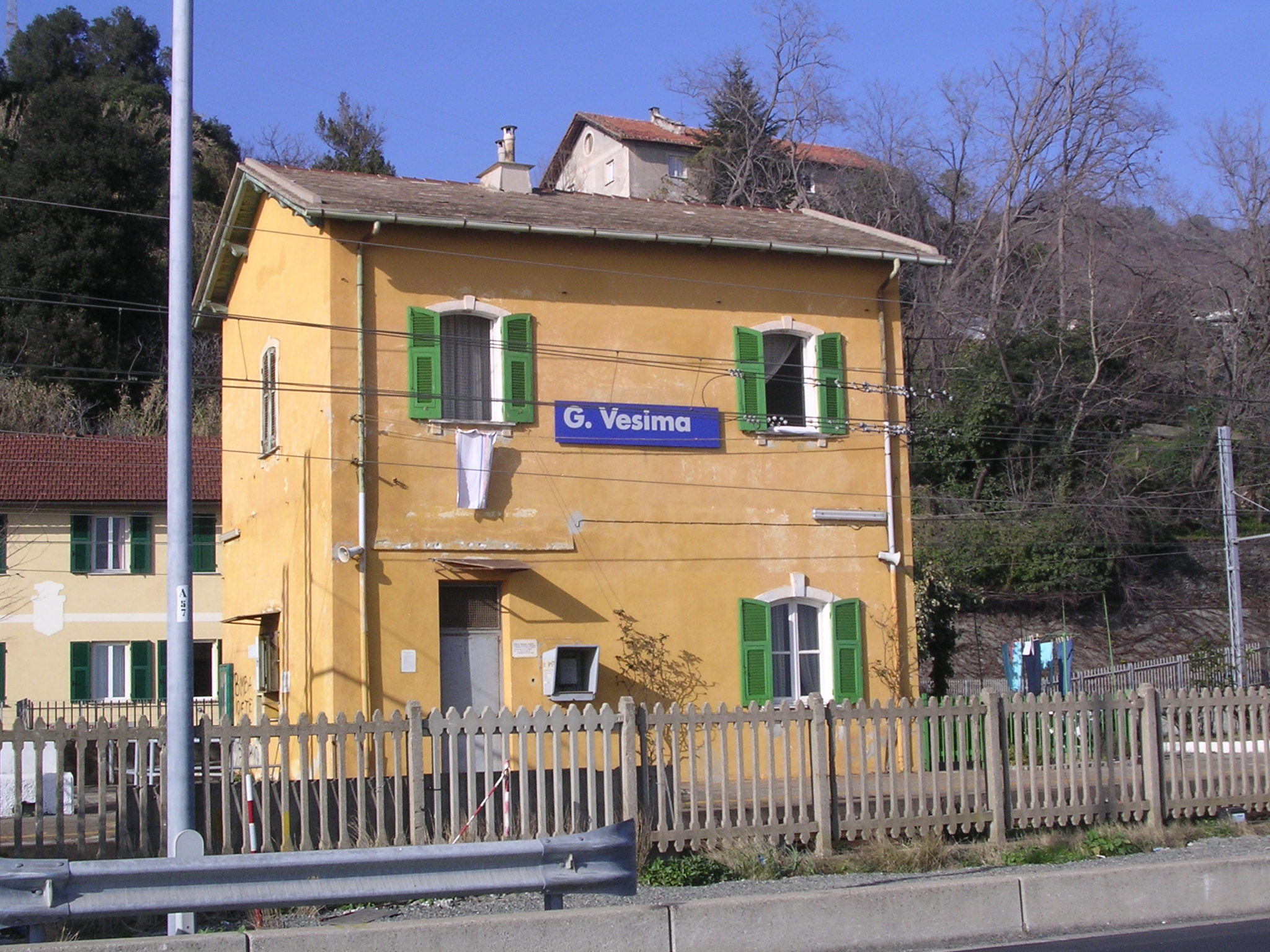
La stazione di Genova Vesima

La frazione dispone di una piccola stazione ferroviaria, attiva solo per alcuni treni regionali nel periodo estivo; a causa dello scarso traffico e della posizione decentrata, la fermata è esclusa dall'offerta del servizio ferroviario urbano del capoluogo ligure. La linea ferroviaria correva un tempo parallela alla via Aurelia, a pochi metri dal mare. Con il raddoppio dei binari gran parte del tracciato è stato spostato più a monte, prevalentemente in galleria; alcuni tratti dell'antico sedime sono stati utilizzati per ampliare la strada statale, consentendo la trasformazione in passeggiata a mare di alcuni suggestivi tratti dismessi dell'antica carrozzabile.